# Орацио Лудовизи
Орацио Лудовизи е италиански благородник, генерал-капитан на Папската армия, херцог на Фиано и Дзагороло.

## Биография
Месец след избора на брат му за папа под името Григорий XV, Орацио се мести в Рим. На 13 март 1621 г. е назначен за командир на Папските войски. След смъртта на папата и възкачването на Урбан VIII Лудовизи е уволнен, но получава херцогствата Фиано и Дзагороло .

## Семейство
Орацио е женен за Лавиния Албергати, от която има 3 деца:
- Лудовико Лудовизи, кардинал
- Николо I Лудовизи
- Иполита Лудовизи